# Холангит
Холангит (от др.-греч. χολή — жёлчь и ἀγγεῖον — сосуд), ангиохолит — воспаление жёлчных протоков вследствие проникновения в них инфекции из жёлчного пузыря, кишечника, кровеносных сосудов (чаще) или по лимфатическим путям (реже). Частой причиной холангита является токсоплазмоз, переносчики токсоплазмы — кошки.

## Причины заболевания
Развитию заболевания способствует застой жёлчи. Основная причина холангита — хроническое воспаление жёлчного пузыря с последующим распространением инфекции на желчевыводящие пути.
Холангиты могут быть бактериальными и паразитарными в зависимости от возбудителя.

## Течение заболевания
По течению холангит может быть острым и хроническим, по характеру изменений в протоках — катаральным и гнойным.

## Симптомы заболевания
Особенности клинических проявлений. Острый холангит возникает как осложнение холедохолитиаза при тотальной или субтотальной обструкции желчного протока, реже он развивается как осложнение холангиографии или после эндопротезирования холедоха, проведения эндоскопической папиллосфинктеротомии. Клиническая симптоматика острого холангита включает недомогание, желтуху, боль в правом подреберье с иррадиацией в правое плечо, предплечье, лопатку, перемежающуюся лихорадку с ознобами и обильным потом, тошнотой, рвотой, спутанность сознания, артериальную гипотензию (инфекционно-токсический шок), составляющие так называемую пентаду Рейнольдса. У больных часто развиваются тромбоцитопения как проявление внутрисосудистои коагулопатии, признаки печеночно-клеточной недостаточности.
Острый рецидивирующий холангит характеризуется менее тяжелым течением и возникает на фоне желчнокаменной болезни, болезни Кароли. Рецидивирующему холангиту присуща триада Шарко. В ряде случаев у больных наблюдаются неопределенные диспепсические расстройства без лихорадки, желтухи, болевого синдрома. В промежутках между обострениями, при отсутствии заболевания печени, симптомы холангита могут отсутствовать или проявляться легкой билиарной диспепсией. Желтуха при холангите может иметь комбинированный характер, обычно она механическая, обусловлена препятствием оттоку желчи. В случаях сопутствующего поражения печени присоединяются признаки паренхиматозной желтухи. Иногда заболевание начинается подобно сепсису: с перемежающимися лихорадкой и ознобами. Тяжелые формы заболевания сопровождаются развитием сепсиса, осложняющегося септическим шоком, олигоурией и почечной недостаточностью.
Периодичность лихорадки, характер течения заболевания при бактериальном холангите зависят от возбудителя и степени обтурации желчных протоков. Особенно тяжело протекают пневмококковые холангиты, которые, как правило, осложняются развитием абсцессов печени. Уменьшение желчной гипертензии приводит к исчезновению клинических проявлений. Во время обострения заболевания печень увеличивается в размерах вследствие перерастяжения печеночной капсулы, становится болезненной при пальпации. Край печени обычно имеет гладкую поверхность. Поскольку ведущим звеном в патогенезе холангита является временная обтурация желчных протоков, механическая желтуха имеет переменный характер и зависит, аналогично температуре, от степени обтурации желчных путей. Клинические проявления холангита при хроническом течении могут характеризоваться чувством давления или тупыми болями в правом подреберье, слабостью, быстрой утомляемостью, нередко легкой желтушностью видимых слизистых оболочек, кожи, зудом кожи Частым симптомом являются длительные периоды немотивированного субфебрилитета, сопровождающегося ознобом. Особенности течения заболевания у пожилых людей — выраженный астенический синдром спутанность сознания при отсутствии лихорадки и болей. В постановке диагноза, наряду с описанной клинической картиной, помогают лабораторные и инструментальные методы исследования.

## Лечение
См. в статье Холецистит.
Лечение холангита направлено главным образом на подавление возбудителя: антибактериальные препараты широкого действия, противопаразитарные препараты, а также на усиление оттока желчи желчегонными препаратами. Диета №5, № 5а.
При остром обтурационном холангите рекомендуется начинать терапию ещё до получения данных исследования чувствительности к антибиотикам с применением уреидопенициллина (мезлоциллина) и цефалоспоринов (цефотаксима), а также добавлением препаратов метронидазола. При рецидивирующем холангите и частичной обтурации протоков больные часто находятся на амбулаторном лечении, в связи с тем, что госпитализация по поводу каждого приступа невозможна. В таких случаях рекомендуется употребление таких оральных антибиотиков, как ко-тримоксазол.
Антибактериальную терапию проводят до регресса клинических признаков воспалительного процесса.
В 2024 г. был одобрен селадельпар для лечения первичного билиарного холангита.